# Comrie (cràter)

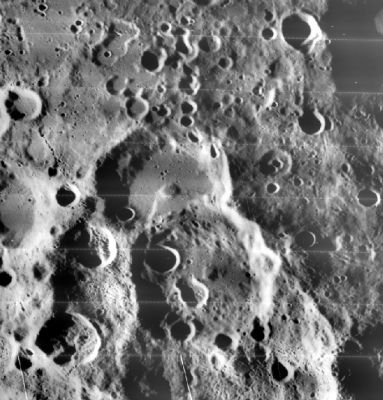
Imatge de la Lunar Orbiter

Comrie és un cràter d'impacte que es troba a la zona accidentada de la cara oculta de la Lluna, més enllà de l'extremitat occidental. Cràters propers són Ohm al sud-sud-oest, Shternberg al sud-oest, i Parenago al nord-est.
És l'element central d'una formació de tres cràters connectats. Un cràter lleugerament més petit s'uneix a l'extrem nord, compartint una vora recta. Aquest cràter se situa també a través de la part nord d'un cràter major molt desgastat localitzat cap al sud, i molt poc de la vora de Comrie sobreviu al llarg del seu costat sud. La resta de la vora està desgastat i erosionat.
A l'interior del cràter, un petit impacte es troba prop de la vora del nord-oest, un altre cràter més petit amb prou feines al sud-oest del punt mitjà, i un cràter encara menor apareix en el bord sud-oest. Presenta una cresta central baixa al punt mitjà. La meitat oriental del sòl interior és una mica irregular, però conté només uns pocs cràters minúsculs. Marques del sistema radial d'Ohm travessen l'interior de Comrie, sobretot en la seva meitat occidental.

## Cràters satèl·lit
Per convenció aquests elements són identificats en els mapes lunars posant la lletra en el costat del punt mitjà del cràter que està més prop de Comrie.
|        | \| Comrie \| Coordenades \| Diàmetre \| \| ------ \| -------------------------------------- \| -------- \| \| K \| 22° 06′ N, 112° 18′ O / 22.1°N,112.3°O \| 73 km \| \| T \| 23° 06′ N, 115° 18′ O / 23.1°N,115.3°O \| 43 km \| \| V \| 24° 36′ N, 115° 54′ O / 24.6°N,115.9°O \| 29 km \| |          |
| Comrie | Coordenades | Diàmetre |
| K      | 22° 06′ N, 112° 18′ O / 22.1°N,112.3°O | 73 km    |
| T      | 23° 06′ N, 115° 18′ O / 23.1°N,115.3°O | 43 km    |
| V      | 24° 36′ N, 115° 54′ O / 24.6°N,115.9°O | 29 km    |